# 大野洒竹
大野 洒竹（おおの しゃちく、明治5年11月19日（1872年12月19日） - 大正2年（1913年）10月12日）は、俳人、医師。

## 概要
熊本県出身、本名は豊太。東京帝国大学医学部で土肥慶蔵に師事、卒業後に大野病院を開業。
明治27年（1894年）、佐々醒雪、笹川臨風らと筑波会を結成。明治28年（1895年）には、尾崎紅葉、巖谷小波、森無黄、角田竹冷らとともに正岡子規と並ぶ新派の秋声会の創設に関わった。明治30年（1897年）、森鷗外に先駆けて『ファウスト』の部分訳を公表している。
古俳諧を研究し、古俳書の収集にも熱心であり、「天下の俳書の七分は我が手に帰せり」と誇ったという。約4000冊の蔵書は東京大学総合図書館の所蔵となっている。洒竹のコレクションは同図書館の竹冷の蔵書とあわせ「洒竹・竹冷文庫」として、「柿衞文庫」、天理大学附属天理図書館「綿屋文庫」とともに三大俳諧コレクションと評価されている。
妻は岸田吟香の娘（劉生の姉）。叔母に横井玉子、従兄に戸川秋骨がいる。長姉は寺尾寿の妻、次姉は中島力造の妻。
なお、号は洒竹（瀟洒の洒）であるが酒竹と誤記されやすく、戦前の俳諧関連書籍からそうであった。
墓所は青山霊園(1イ10-8)。

## 著書
- 『俳家系譜』大野洒竹撰、経済雑誌社、1896年1月。NDLJP:992481。
- 大野洒竹編 編『鬼貫全集』春陽堂、1898年5月。NDLJP:874888。
- 大野洒竹編 編『与謝蕪村』春陽堂、1897年9月。NDLJP:875927。
- 『芭蕉以前俳諧集』 上巻、大野洒竹編纂校訂、博文館〈俳諧文庫 第2編〉、1897年10月。
- 『芭蕉以前俳諧集』 下巻、大野洒竹編纂校訂、博文館〈俳諧文庫 第3編〉、1897年12月。
- 『許六全集』大野洒竹校訂、博文館〈俳諧文庫 第5編〉、1898年4月。
- 大野洒竹編 編『鬼貫全集』春陽堂、1898年5月。
- 『元禄名家句集』大野洒竹校訂、博文館〈俳諧文庫 第10編〉、1898年10月。
- 『蕪村暁台全集』大野洒竹校訂、博文館〈俳諧文庫 第12編〉、1898年12月。
- 『素堂鬼貫全集』大野洒竹校訂、博文館〈俳諧文庫 第14編〉、1899年4月。
- 『俳諧珍本集』大野洒竹編纂校訂、博文館〈俳諧文庫 第18編〉、1900年5月。
- 『芭蕉句選年考』 上巻、大野洒竹・沼波瓊音校訂、文成社、1911年9月。NDLJP:991654。
- 『芭蕉句選年考』 下巻、大野洒竹・沼波瓊音校訂、文成社、1911年12月。NDLJP:991655。